# Чайчинецький палац
Чайчинецький палац — втрачена історична будівля в селі Чайчинцях Борсуківської громади Кременецького району Тернопільської области.

## Історія
Літній палац, збудований князем Михайлом Вишневецьким для дружини Теклі з Радзивіллів, на честь якої Чайчинці деякий час називалися Теклеполем.

## Опис
Структура палацу демонструє аналогію з палацом Санґушків в Ізяславі, збудованим у 1746—1757 роках за проєктом Паола Фонтани. Схожість із Ізяславським палацом полягає в нагромадженні маси як у фронтальному, так і в бічному плані. Центральна, найвища частина, обрамлена пишним ордером, збільшувала монументальність споруди. Найнижчі кутові елементи не виступали, як павільйони-арки у Вишнівці, а втиснуті до вищих частин палацу. Палац знищений під час Першої світової війни.